# Osiedle Mikołaja Kopernika (Zabrze)
Osiedle Mikołaja Kopernika – zabrzańskie osiedle mieszkaniowe z wielkiej płyty, od 2003 r. dzielnica miasta Zabrze.
Osiedle mieszkaniowe o statusie dzielnicy wybudowane w latach 1979-1992 w północno-zachodniej część Zabrza. Decyzją Miejskiej Rady Narodowej z 1985 r. nazwy ulic na osiedlu nawiązują do ludzi związanych z astronomią. Decyzją Rady Miasta z 2003 r. jednostka pomocnicza gminy Zabrze. Od północy graniczy z dzielnicą Mikulczyce, od wschodu z dzielnicą Centrum Północ, od południa z Os. Tadeusza Kotarbińskiego oraz dzielnicą Maciejów. Zachodnie, zalesione rubieże osiedla dosięga gliwickich Żernik. Powierzchnia dzielnicy wynosi 4,87 km² obejmując pierwotną kubaturę osiedla oraz Os. Słoneczna Dolina wraz z Os. Jesionowa Aleja. Dzielnica podlega parafii św. Wojciecha w Zabrzu. W dzielnicy znajduje się Park im. Jana Pawła II, zaopatrzony w place zabaw dla najmłodszych, skatepark, boisko do piłki nożnej, piłki siatkowej, koszykówki oraz korty tenisowe. Na osiedlu mieści się hala sportowa Multisport oraz Zabrzański Kompleks Rekreacji - Aquarius Kopernik. W dzielnicy znajdują się dwie placówki oświatowe- Szkoła Podstawowa nr 42 z oddziałami integracyjnymi im. Mikołaja Kopernika oraz Publiczne Przedszkole nr 36. Główną arterią osiedla jest dwujezdniowa Aleja Wojciecha Korfantego łącząca dzielnicę bezpośrednio z centrum miasta. Na osiedlu znajduje się również węzeł komunikacyjny z Aleją Jana Nowaka-Jeziorańskiego. Osiedle podpięta jest pod Zarząd Transportu Metropolitalnego. Trasy autobusowe obsługuje linia nr 720, 86, 286, 250 oraz 617N. Przez zachodnią część dzielnicy przebiega turystyczny Szlak Husarii Polskiej.

## Historia
W 1837 roku na południowych terenach gminy wiejskiej Mikulczyce, należących do księcia Guido von Donnersmarcka, wybudowano folwark Nowy Dwór. Areał folwarku w XIX w. wynosił blisko 1400 hektarów i obejmował zasięgiem teren dzisiejszego Os. Kopernika oraz północne krańce Osiedle Tadeusza Kotarbińskiego i dzielnicy Centrum Północ. W latach ‘30 XX w. południowy obszar areału przeciął odcinek niemieckiej autostrady Reichsautobahn RAB 29. W latach 1939–1945 na polach folwarcznych mieścił się skład amunicji oraz zaopatrzona w osiem dział niemiecka bateria przeciwlotnicza. W 1951 r. gminę wiejską Mikulczyce przyłączono do miasta Zabrza, a folwark Nowy Dwór przekształcono w państwowe gospodarstwo rolne. W latach '70 zapadła w Zabrzu decyzja o budowie dużego osiedla mieszkaniowego. Do prac budowlanych przystąpiono w 1979 r. Pierwsze bloki oddano do użytku w 1985 r., ostatnie w 1992 r. Decyzją Rady Miasta z 2003 r. Osiedle Mikołaja Kopernika zostało uznane jako jednostka pomocnicza miasta Zabrza. Obszar nowo powstałej dzielnicy wydzielono z południowych terenów dzielnicy Mikulczyce.